# Poliglactina 910

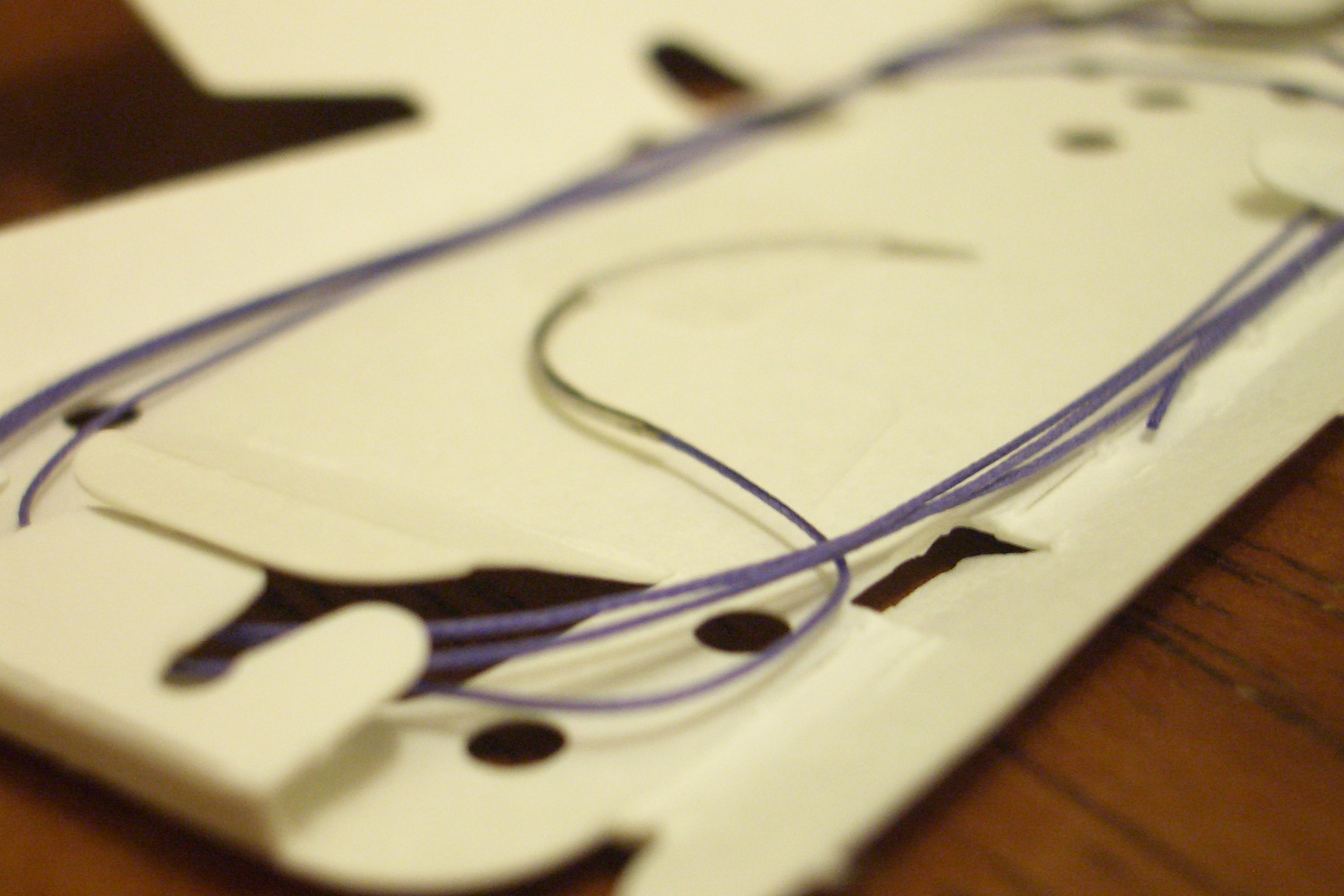

La poliglactina 910  és utilitzada com a fil de sutura absorbible, sintètic, multifilament i entrellaçat (comercialitzat amb el nom de Vicryl, Novosyn Quick). És indicat per a l'aproximació i la lligadura de teixits tous, i manté la seva resistència a la tracció per aproximadament tres a quatre setmanes en el teixit, mantenint el 60-65% de la seva força de tensió als 14 dies i el 30% als 28-30 dies. El Vicryl també pot ser tractats de manera d'obtenir una cicatrització més ràpida de teixits o bé impregnats amb triclosan per proporcionar protecció antimicrobiana a la línia de sutura.
Encara que el nom de "Vicryl" és una marca registrada d'Ethicon, el terme "Vicryl" s'ha convertit en quelcom generalitzat com a referència a qualsevol sutura sintètica absorbible feta principalment d'àcid poliglicòlic. Altres marques de les sutures d'àcid poliglicols són fabricades per empreses diferents.
El Vicryl es pot utilitzar per a la pell, però la seva capil·laritat hauria de ser bloquejada amb un antibiòtic tòpic i ha de ser retirada com qualsevol altra sutura de pell. Si s'utilitza en el sistema urinari, no s'ha de posar en llocs que poden entrar en contacte amb l'orina.